# Општина Мута
Општина Мута (словен. Muta) је једна од општина Корушке регије у држави Словенији. Седиште општине је истоимени градић Мута.

## Природне одлике
Рељеф: Општина Мута налази се у северном делу Словеније, у североисточном делу покрајине словеначке Корушке. Општина је гранична са Аустријом на северу. Јужни део општине је долина реке Драве. Северно од долине издиже се планина Гортнска гора.
Клима: У општини влада умерено континентална клима.
Воде: Најважнији водоток у општини је река Драва. Сви остали водотоци су мали и њене су притоке.

## Становништво
Општина Мута је средње густо насељена.

## Насеља општине
- Гортина
- Млаке
- Мута
- Пернице
- Св. Јернеј над Муто
- Св. Примож над Муто

## Додатно погледати
- Мута